# Сомюр (замок)
Замок Сомюр (фр. château de Saumur) — один з замків Луари, розташований в місті Сомюр на злитті річок Луари і Туе (Thouet) в департаменті Мен і Луара Франції.

## Ресурси Інтернету
- Вікісховище має мультимедійні дані за темою: Сомюр (замок)

- (фр.)Детальна історія замку Сомюр [Архівовано 4 червня 2005 у Wayback Machine.]
- (фр.)Стаття з фотографіями [Архівовано 21 грудня 2005 у Wayback Machine.]
- (фр.)Замок Сомюр, відновлення кріпосного валу, що обрушився [Архівовано 8 вересня 2009 у Wayback Machine.]
- Visiting information [Архівовано 24 січня 2021 у Wayback Machine.] (French)
- Ministry of Culture database entry for Château de Saumur [Архівовано 5 жовтня 2016 у Wayback Machine.] (фр.)
- Ministry of Culture database entry for Château de Beaulieu [Архівовано 3 квітня 2016 у Wayback Machine.] (фр.)
- Ministry of Culture photos [Архівовано 9 квітня 2016 у Wayback Machine.]
- Photos of Château Château de Saumur and other Loire castles [Архівовано 14 листопада 2015 у Wayback Machine.]
- http://perso.orange.fr/saumur-jadis/lieux/chateau.htm [Архівовано 8 жовтня 2007 у Wayback Machine.]

1. ↑  base Mérimée — ministère de la Culture, 1978.